# Aésio Mutuelle
Aésio est une mutuelle de santé française. Elle est créée en janvier 2021 des suites de la fusion de ses 3 mutuelles fondatrices ADRÉA, APRÉVA et EOVI-MCD. Aésio est adhérente de la Fédération nationale de la Mutualité Française, organisme regroupant la quasi-totalité des mutuelles et qui assure la promotion de leurs activités et de leurs idées auprès des acteurs institutionnels et de santé.

## Historique et gouvernance

### Dates et chiffres clefs
En juillet 2016, les mutuelles EOVI-MCD, APRÉVA et ADRÉA, créent l’Union Mutualiste de Groupe Aésio. La fusion est votée par les assemblées générales des 3 mutuelles en juin 2020. La naissance d’Aésio mutuelle est effective au 1er janvier 2021,.
En janvier 2021, la création d’un groupe commun avec la MACIF est également approuvée. Il a donné naissance à Aéma Groupe,.
Aésio mutuelle en chiffres (chiffres 2021):
- 2,8 millions de personnes protégées
- 2 milliards d'euros de Chiffre d'Affaires
- 238% de ratio de solvabilité
- plus de 270 agences
- 38 000 entreprises adhérentes
- 3600 employés
- 1 fondation

### Gouvernance
C'est un organisme à but non lucratif, dont chaque adhérent possède une voix.
Le conseil d’administration est composé de représentants élus. Il est présidé par Patrick BROTHIER et est composé de 38 membres, 15 femmes et 23 hommes, dont 2 administrateurs représentants des salariés. Les membres du conseil d'administration se prononcent notamment sur les orientations stratégiques, politiques et budgétaires de la mutuelle.

### Appartenance à Aéma groupe
Aéma est le nom du Groupe mutualiste de référence né du rapprochement entre Aésio et la MACIF. Initié en 2017, ce rapprochement est devenu une réalité le 7 janvier 2021, lors de l’Assemblée générale constitutive d’Aéma.
Aéma Groupe est l’un groupe mutualiste de l’assurance en France, avec plus de 8 millions de sociétaires et d’adhérents. Il est également doté d’un chiffre d’affaires consolidé de 8 milliards d’euros.
Le 30 septembre 2021, le Groupe finalise l'acquisition d'Aviva France, qui devient Abeille Assurances, suivi d'OFI invest, en septembre 2022, faisant du groupe le 5e assureur français, comptant 18 000 collaborateurs, réalisant un chiffre d'affaires de 16 milliards d'euros et couvrant 11 millions d'assurés,.

## Activités et diversification

### Cœur de métier: l'assurance santé
Aésio mutuelle a consolidé près de 2 milliards d’euros de chiffre d'affaires. Elle distribue ses contrats au travers plus de 270 agences et un réseau de courtiers nationaux et de proximité.

### Pour les entreprises
Aésio mutuelle intervient auprès des entreprises en matière de protection sociale en santé et prévoyance.
En 2017, l’UMG a été choisie par plusieurs grands comptes comme le groupe coopératif sucrier Tereos, le géant mondial de la chimie SNF et la banque Natixis.

### Pour les salariés
Aésio Mutuelle propose une protection sociale aux salariés.

## Lobbying
Aésio est client ou mandant de 18 organismes qui déclarent le représenter, auprès de la HATVP, afin d'exercer des activités de lobbying en France.